# Lago Ootsa
O lago Ootsa também denominado por reservatório Nechako, e ainda e de forma informal chamado lago do Reservatório Ootsa, é um lago artificial criado no início dos anos 1950 durante a construção da Barragem Kenney no rio Nechako, um importante afluente do rio Fraser, no centro-ocidental da província da Colúmbia Britânica, no Canadá

## Descrição
Este lago faz parte de um enorme complexo que abrange uma área de 90000 hectares e é composto por vários lagos e rios ligados com a subida das águas.
O reservatório foi formado pela junção das águas de vários grandes lagos: o Lago Ootsa propriamente dito, o lago Tahtsa, o lago Whitesail, o lago Knewstubb, o lago Eutsuk e o lago Natalkuz Tetachuck, sendo as suas várias extensões e os várias cursos de água existentes entre eles que os interligam. 
A sua extremidade ocidental encontra-se nas coordenadas 53º 36' N 128° 40' W encontrando-se localizada mais próximo ao lago Tahtsa, enquanto que a sua extremidade oriental, localizada nas coordenadas 53º 35' N 124° 45' W se encontra mais próxima do lago Knewstubb.
O reservatório é predominantemente constituído por dois braços que formam um arco circular, simétricos de ambos os lados de uma orientação este-oeste. O ramo norte é formado pelo lago Whitesail e pelo lago Ootsa, enquanto que o braço sul é formado pelo lago Natalkuz Tetachuck. O lago Tahtsa forma um apêndice anexo ao braço Norte e fazem parte do reservatório do lago Knewstubb. A terra entre os dois braços tornou-se uma península, formando a metade ocidental o Parque Provincial e Áreas Protegidas do Norte Tweedsmuir.